# Les Éditions Héritage
Les Éditions Héritage sont une maison d'édition québécoise fondée le 16 avril 1968 par Antoine Mireault, Norbert Mireault et Maurice Poirier. Ces derniers vendent leur entreprise à la société Payette & Payette en 1968, qui deviendra Payette & Simms en 1969, située à Saint-Lambert.

## Radio-Canada
C'est vers 1967 qu'Antoine Mirault, fondateur et propriétaire des Éditions Héritage, contacte Michel Cailloux afin de lui proposer de commercialiser des albums à colorier sous le thème de Bobino. Michel Cailloux conçoit les dessins et c'est l'imprimerie Payette qui se charge de l'impression, les Éditions Héritage assurant la distribution et la mise en marché. Les deux premiers albums à colorier se vendent à plus de 500 000 exemplaires chacun.
Durant près de vingt ans de collaboration, les Éditions Héritage mettent sur le marché de nombreux albums à colorier, des cahiers d'activités, des casse-têtes, etc., sous le thème de Bobino.
Des produits dérivés sont également commercialisés par les Éditions Héritage pour Nic et Pic, une autre série télévisée de l'auteur Michel Cailloux.
Dans le même élan, les Éditions Héritage mettent sur le marché des produits dérivés ayant pour thème d'autres personnages des émissions jeunesse de la télévision de Radio-Canada tels que Fanfreluche, La Souris verte, Picolo, Le Pirate Maboule, Ulysse et Oscar, etc.

## Les comics Héritage
De 1968 à 1987, Les Éditions Héritage acquièrent les droits de traduction en français et de distribution de diverses publications de Marvel : d'abord Hulk, Fantastic Four, Spider-Man, Captain America et The Avengers.
|  | En septembre 1968, l'imprimerie Payette et Payette publie, sous Les Éditions Soleil, L'incroyable Hulk no 1 (traduction de « The Incredible Hulk » no 106 de Marvel Comics Group), suivi du no 2 environ un mois plus tard, et Fantastic Four no 1 (traduction de « Fantastic Four » no 77. |
|  | En janvier 1969, l'imprimerie Payette et Payette publie, sous Les Éditions Héritage, L'étonnant Spider-Man no 1 (traduction de « The Amazing Spider-Man » no 64. |
|  | Au printemps 1970, l'imprimerie Payette et Payette poursuit, utilisant un nouveau logo pour les Éditions Héritage, avec L'étonnant Spider-Man no 1 et L'incroyable Hulk no 3. |
|  | À l'été 1972, l'imprimerie devenue Payette & Simms, d'abord sous le logo des Éditions PS avant de repasser sous étiquette Éditions Héritage, débute la publication de L'invincible Iron-Man, du Puissant Thor, de Conan le barbare, de Marvel ainsi que de Chéri (Sweethearts), de Cheyenne Kid et de Fantômes, échos du spiritisme (Ghostly Haunts, Echoes of the Spirit World), de Charlton Comics. |

Plus tard, les Éditions Héritage acquièrent les mêmes droits pour des séries de DC Comics : Batman, Superman, Wonder Woman, Flash, Teen Titans, Legion of Super-Heroes, etc..

### Listes des séries de bande dessinée publiées par les Éditions Héritage
- « Les éditions EDITIONS HERITAGE ont 1547 albums répertoriés sur Comics-France.com », sur www.comics-france.com, Comics-France.com (consulté le 25 mars 2022) (liste)
- « Éditions Héritage », sur www.comics.org, Grand Comics Database (consulté le 25 mars 2022) (liste)
- « Éditions Héritage », sur www.bedetheque.com, BD Gest' (consulté le 25 mars 2022) (liste : faire une recherche avec « Éditions Héritage »)

### informations techniques
- « Les Éditions Heritage inc. », sur www.registreentreprises.gouv.qc.ca, Registraire des entreprises Québec, 17 octobre 2017 (consulté le 25 mars 2022)
- « Les Éditions Héritage Inc. », sur www.quebeccompanies.com, QuébecCompanies.com (consulté le 25 mars 2022)
- « Les Éditions Héritage Inc. », sur opencorporates.com, OpenCorporates (consulté le 25 mars 2022)
- « Les Éditions Héritage », sur b2bhint.com, b2bhint (consulté le 25 mars 2022)